# یواس‌سی‌جی‌سی مکیناو (دبلیوال‌بی‌بی-۳۰)
یواس‌سی‌جی‌سی مکیناو (دبلیوال‌بی‌بی-۳۰) (به انگلیسی: USCGC Mackinaw (WLBB-30)) یک کشتی است که طول آن ۲۴۰ فوت (۷۳ متر) می‌باشد. این کشتی در سال ۲۰۰۵ ساخته شد.